# Tribe (Internet)

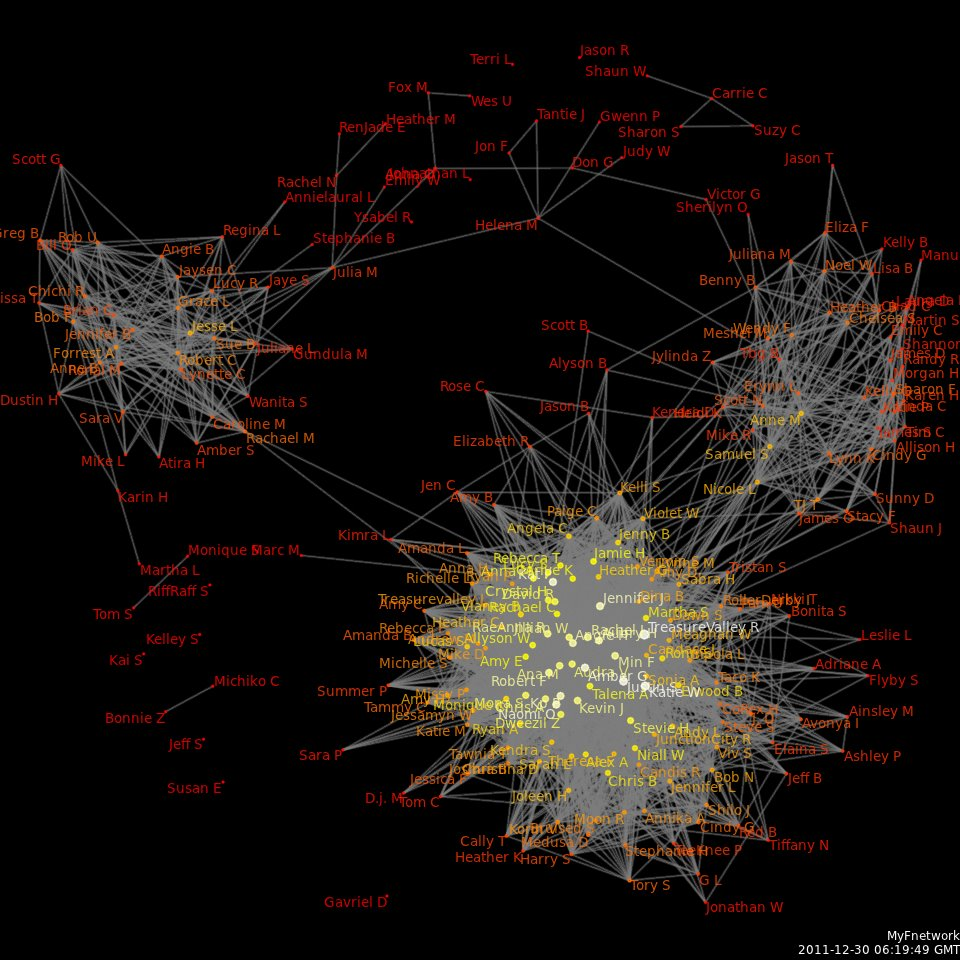
Darstellung von Tribes durch ein Soziales-Netzwerk-Diagramm, geclustert nach Freundschaftsbeziehungen in einem Set von Facebook-Nutzern.

Tribe oder Digital Tribe (englisch für Stamm) ist eine Bezeichnung für eine inoffizielle Gruppe von Menschen, die gemeinsame Interessen teilen und dabei lose miteinander durch soziale Medien oder andere Internet-Mechanismen verbunden sind. Der Slang bezieht sich auf die ursprüngliche Bezeichnung von Stamm, welche sich traditionell auf Menschen bezieht, die durch geographische und genealogische Bedingungen eng miteinander verbunden sind.
Das Konzept ist eng verwandt mit dem Konzept des Social Networkings und stammt aus dem Jahre 2003, als die Seite tribe.net von dem Science-Fiction-Autor und Internet-Aktivisten Cory Doctorow ins Leben gerufen wurde. 2004 thematisierte Doctorow das Konzept in seinem Buch Eastern Standard Tribe, welches in Deutschland unter dem Namen Upload erschien.

## Forschungen zuTribes
Analysen und Identifikationen von Tribes sind häufig stark von Algorithmen und Techniken der statistischen Physik, rechnergestützten Biologie und Netzwerkforschung abhängig.

### Sprachprofilierung

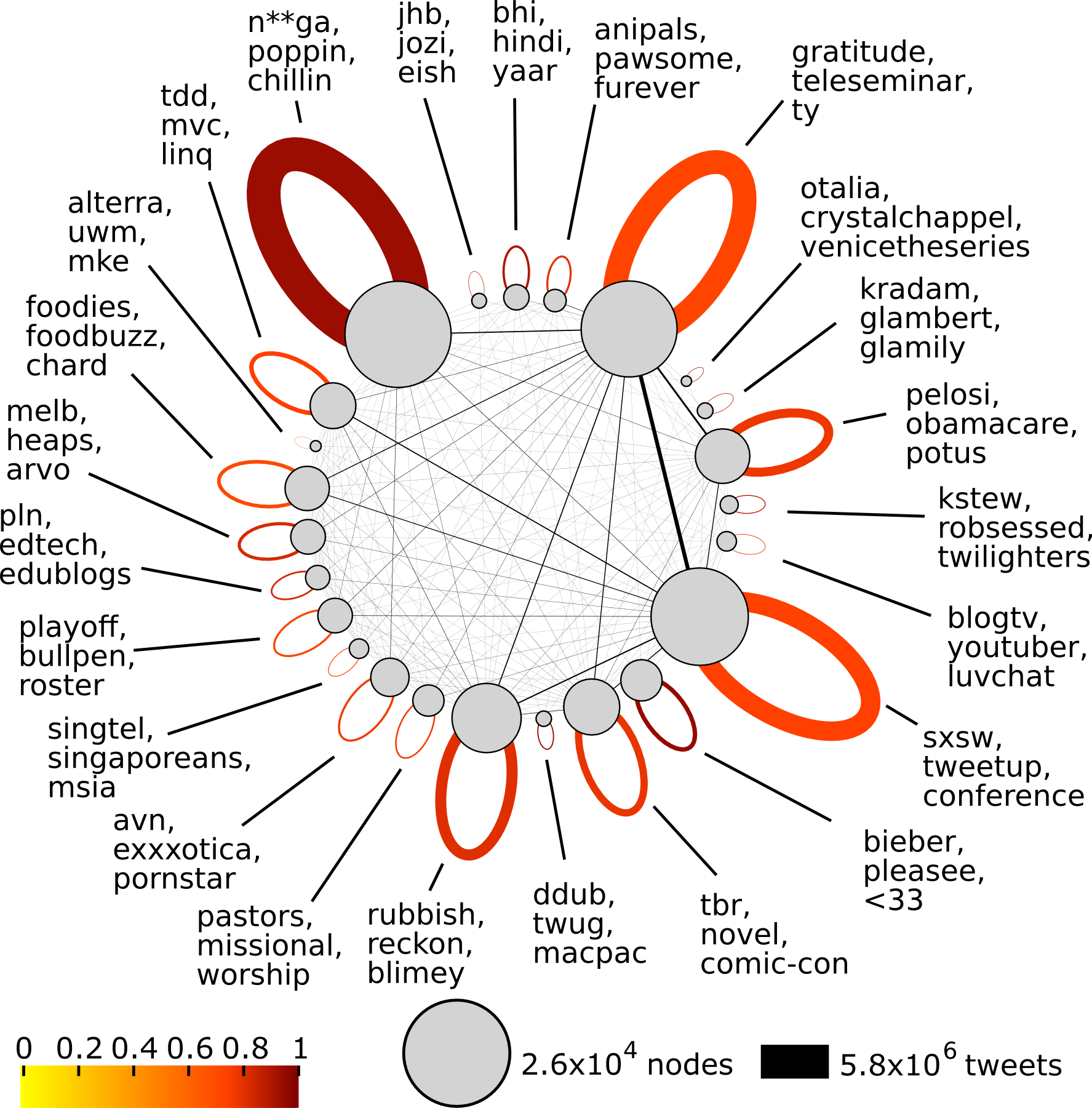
Kommunikation innerhalb und unterhalb von Tribes aus Twitter-Nutzern, geclustert nach Worthäufigkeit im Sprachgebrauch. Tribes tendieren zu einer höheren Kommunikation innerhalb als unterhalb.

Laut einer Studie von Forschern der Royal Holloway und Princeton Universitäten aus dem Jahr 2013 haben Twitter-Nutzer nicht nur gemeinsame Interessen, sondern teilen auch potenziell unbewusste Sprachmerkmale.

## DasLagerfeuer
Jeder Tribe hat eine Plattform, welche auch als Lagerfeuer bezeichnet wird, um das sich die Gruppe versammelt. Diese erlauben meist eine oder mehrere der folgenden Stammesaktivitäten:
- Kooperation (z. B. Wikipedia)
- Kommunikation (z. B. Soziale Netzwerke)
- Kognition (z. B. Blogs)

Es werden jedoch auch Tribes um Plattformen außerhalb dieser geschaffen.